# Maison Gaudard
La maison Gaudard est un bâtiment situé dans le cœur historique de la ville vaudoise de Lausanne, en Suisse.

## Histoire
Au XIIIe siècle, l'îlot où est situé la maison Gaudard est occupé par plusieurs bâtiments qui servent d'ateliers et de commerces d'orfèvrerie, de manuscrits, d'objets pieux et d’enluminures. Au fil des années, les bâtiments sont réunis et aménagés par leurs propriétaires. Amédée Ravier, chanoine de Lausanne, curé de Vidy et maître de fabrique de la cathédrale de Lausanne, y vit au XVIe siècle.
Au XVIIe siècle, le lieutenant baillival Jean-Louis Gaudard, qui donne à la maison son aspect actuel et à qui elle doit son nom, en fait relier les bâtiments du nord-est et de l’ouest. Il fait harmoniser et élargir la façade nord à laquelle il fait ajouter une tour. Son toit en pointe est probablement l'œuvre de l’architecte Abraham de Crousaz,.
Au XIXe siècle, la maison appartient aux frères Moraves, qui la font agrandir et y ouvrent un pensionnat. Elle est achetée par le canton de Vaud en 1874 qui y loge plusieurs administrations, pour finir par celui de la Préfecture, ainsi que les collections de botanique et de géologie. Un auditoire est également créé et ces deux sciences y sont enseignées. En 1887, la place de la Cathédrale est réaménagée et la maison Gaudard a droit à une nouvelle entrée, mieux centrée et pourvue de marches d’escalier. Le musée de botanique quitte la maison Gaudard en 1895 ; la surface libérée est reprise par l’institut et le musée de géologie.
En 1995, le canton de Vaud échange la maison Gaudard à la ville de Lausanne contre le musée Arlaud. La ville la fait rénover avant d'y déménager en 2000 le musée des arts décoratifs, trop à l'étroit dans ses locaux de l'avenue Villamont. Le musée change de nom et devient le musée de design et d'arts appliqués contemporains (MUDAC). Il loge dans la maison Gaudard jusqu'en 2021 avant d'être transféré au pôle muséal Plateforme 10, à la place de la Gare, l'année suivante.
En novembre 2023, après rénovation, la ville de Lausanne y installe sa nouvelle Maison de la culture et de l'exploration numérique nommée « Pyxis ». Elle devient ainsi un centre de ressources pour les artistes et le quartier général de six festivals : le Festival de la Cité, la Fête de la musique, les Garden-Parties, la Fête du slip, Label Suisse et le LUFF. La maison Gaudard abrite en outre « Pyxis Exploration numérique », un centre créatif consacré à la culture numérique.
La maison Gaudard est inscrite comme bien culturel d'importance nationale dans le canton de Vaud.

## Situation

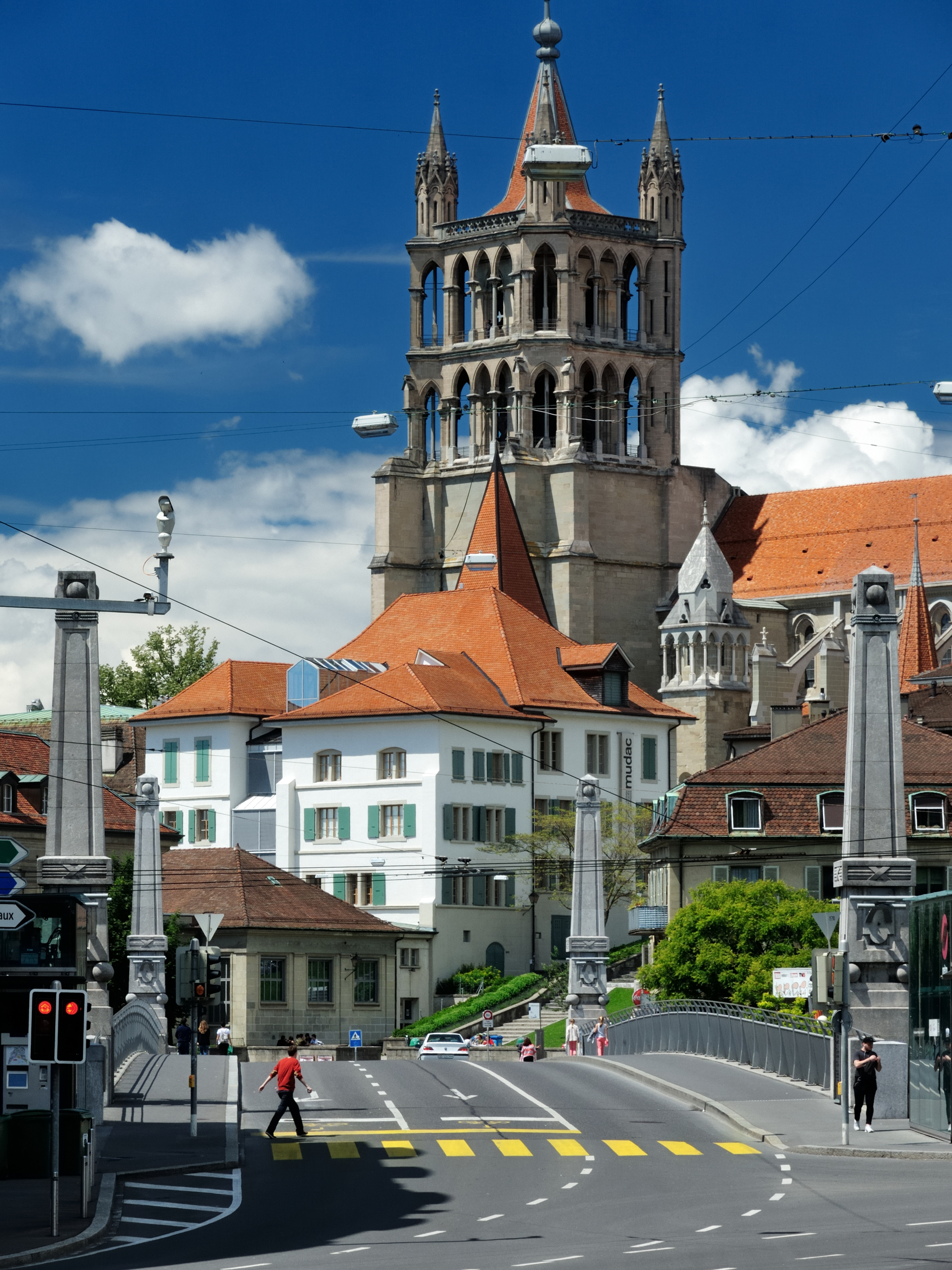
Le pont Bessières, la maison Gaudard, blanche, au centre, et la cathédrale au dernier plan.

La maison Gaudard est située sur la colline de la Cité, dans le cœur historique de Lausanne, quelques mètres au sud de la cathédrale. À l'ouest, la rue Saint-Étienne la sépare du musée historique.